# Albert Wynn
Albert Russell Wynn (Filadelfia, 10 settembre 1951) è un politico statunitense, membro della Camera dei Rappresentanti per lo stato del Maryland dal 1993 al 2008.

## Biografia
Nato in Pennsylvania, Wynn studiò alla Georgetown University e successivamente si dedicò alla politica con il Partito Democratico.
Dopo dieci anni di servizio nella legislatura statale del Maryland, Wynn riuscì a farsi eleggere alla Camera dei Rappresentanti. Il distretto congressuale a cui apparteneva Wynn era stato ridefinito affinché contenesse una maggioranza di elettori afroamericani e perciò lui si trovava avvantaggiato nella riconferma del mandato; Wynn infatti servì alla Camera un totale di otto mandati.
Nella campagna per la rielezione del 2006 tuttavia Wynn dovette affrontare delle primarie piuttosto competitive; la sua avversaria infatti era l'attivista civile Donna Edwards, che raccoglieva numerosi consensi fra gli elettori. Wynn prevalse sulla Edwards per pochi voti, ma nelle elezioni successive la donna lo sfidò nuovamente e questa volta sconfisse Wynn con un ampio margine di voti.
Dopo il risultato delle primarie Wynn decise di abbandonare il Congresso prima della scadenza effettiva del suo ultimo mandato e divenne un lobbista.